# ACM Transactions on Mathematical Software
ACM Transactions on Mathematical Software (TOMS) est une revue scientifique trimestrielle dans le domaine des applications informatiques numériques, symboliques, algébriques et géométriques.

## Historique
C'est l'une des plus anciennes revues scientifiques spécifiquement consacrées aux algorithmes mathématiques et à leur implémentation dans les logiciels ; elle est publiée depuis mars 1975 par l'Association for Computing Machinery (ACM). La décision de fonder ce journal a été prise lors du Mathematical Software Symposium organisé en 1970 à l'université Purdue par Rice, qui a mené les négociations avec la SIAM et l'ACM pour la publication.

## Description
ACM Transactions on Mathematical Software (TOMS) a pour objectif de documenter les fondements théoriques des applications informatiques numériques, symboliques, algébriques et géométriques. Elle se concentre sur l'analyse et la construction d'algorithmes et de programmes, et sur l'interaction des programmes et de l'architecture des ordinateurs. Les algorithmes documentés dans TOMS sont disponibles en tant qu'« Collected Algorithms » de l'ACM sur le site calgo.acm.org.
La revue publie deux types d'articles : des articles de recherche réguliers décrivant le développement d'algorithmes et de logiciels pour le calcul mathématique, et des « articles sur les algorithmes » qui décrivent une implémentation spécifique d'un algorithme et qui sont accompagnés du code source de cet algorithme. Les algorithmes décrits dans les transactions sont généralement publiés dans les Collected Algorithms of the ACM (CALGO),. Les algorithmes publiés depuis 1975 (et certains antérieurs) sont tous encore disponibles.
Le logiciel qui accompagne les articles sur les algorithmes est en accès libre sur le site Web de CALGO.

## Résumés et indexation
La revue est indexée, et les résumés sont publiés, dans de nombreuses bases documentaires, notamment zbMATH Science Citation Index, [ou  Scopus et dans DBLP. D'après le Journal Citation Reports, le  impact factor du journal 0,657 en 2022. D'après Biobox , il est 2,4 en 2021 et 1,7 en 2020.